# Lichtaart
Lichtaart is een dorp in de Belgische provincie Antwerpen en een deelgemeente van Kasterlee. Het dorp ligt in de Antwerpse Kempen. Lichtaart wordt begrensd door de Kleine Nete en de Kaliebeek. Lichtaart was een zelfstandige gemeente tot aan de gemeentelijke herindeling van 1977. Lichtaart is vooral bekend omwille van Bobbejaanland en volkszanger Bobbejaan Schoepen.
De naar verwijst naar bouw-en weiland (aard =veld).

## Geschiedenis
Gallo-romeinse vondsten wijzen op de vroegere bewoning van de streek.
Lichtaart werd gevormd uit een zestal gehuchten die tot twee heerlijheden (Lichtaart en Rielen) werden samengevoegd.
De heerlijkheden waren in bezit van de familie Berthout. In 1268 verkocht deze het tiendrecht aan het Sint-Gummaruskapittel te Lier. In 1405 schonk Anton van Bourgondië ook het patronaatsrecht aan dit kapittel.
De heerlijkheid kwam nog in bezit van de heren van Rotselaar en in 1527 kwam Lichtaart aan Cornelis van Bergen, dan nog aan de families Croÿ, Arenberg, Proost (omstreeks 1665), de Pret (1716) en Van de Werve (1755). In 1766 werden de heerlijkheden tot baronie verheven 
In 1977 werd Lichtaart bij de fusiegemeente Kasterlee gevoegd.

## Bezienswaardigheden
- De Onze-Lieve-Vrouwekerk, een neoromaanse kerk (1864) met een massieve gotische oudere toren (16e eeuw).
- De Onze-Lieve-Vrouw-in-'t-Zandkapel
- De Rielenkapel
- Het pretpark Bobbejaanland
- De Pastorie van de Onze-Lieve-Vrouweparochie, oorspronkelijk van 1675.
- Het Hofke van Bayot, een gedenkteken voor een in de bossen in 1914 gesneuvelde Waalse soldaat.

## Natuur en landschap
Lichtaart ligt in de Noorderkempen, te midden van de Kempense Heuvelrug, een dekzandrug die een gordel vormt van zuidwest naar noordoost. Ten zuiden hiervan stroomt de Kleine Nete, en ten noorden de Kaliebeek, beide parallel aan de heuvelrug. De hoogte van deze heuvelrug bereikt 35 meter, terwijl de vallei van de Kleine Nete lager dan 15 meter ligt.
Op de bosrijke heuvelrug en in het drassige gebied ten zuiden hiervan liggen een aantal natuurgebieden, zoals: het Zwart Water en de Snepkensvijver-Heiberg.

## Demografische ontwikkeling
- Bronnen:NIS, Opm:1806 tot en met 1970=volkstellingen; 1976 = inwoneraantal op 31 december

## Politiek

### Burgemeesters sinds 1830

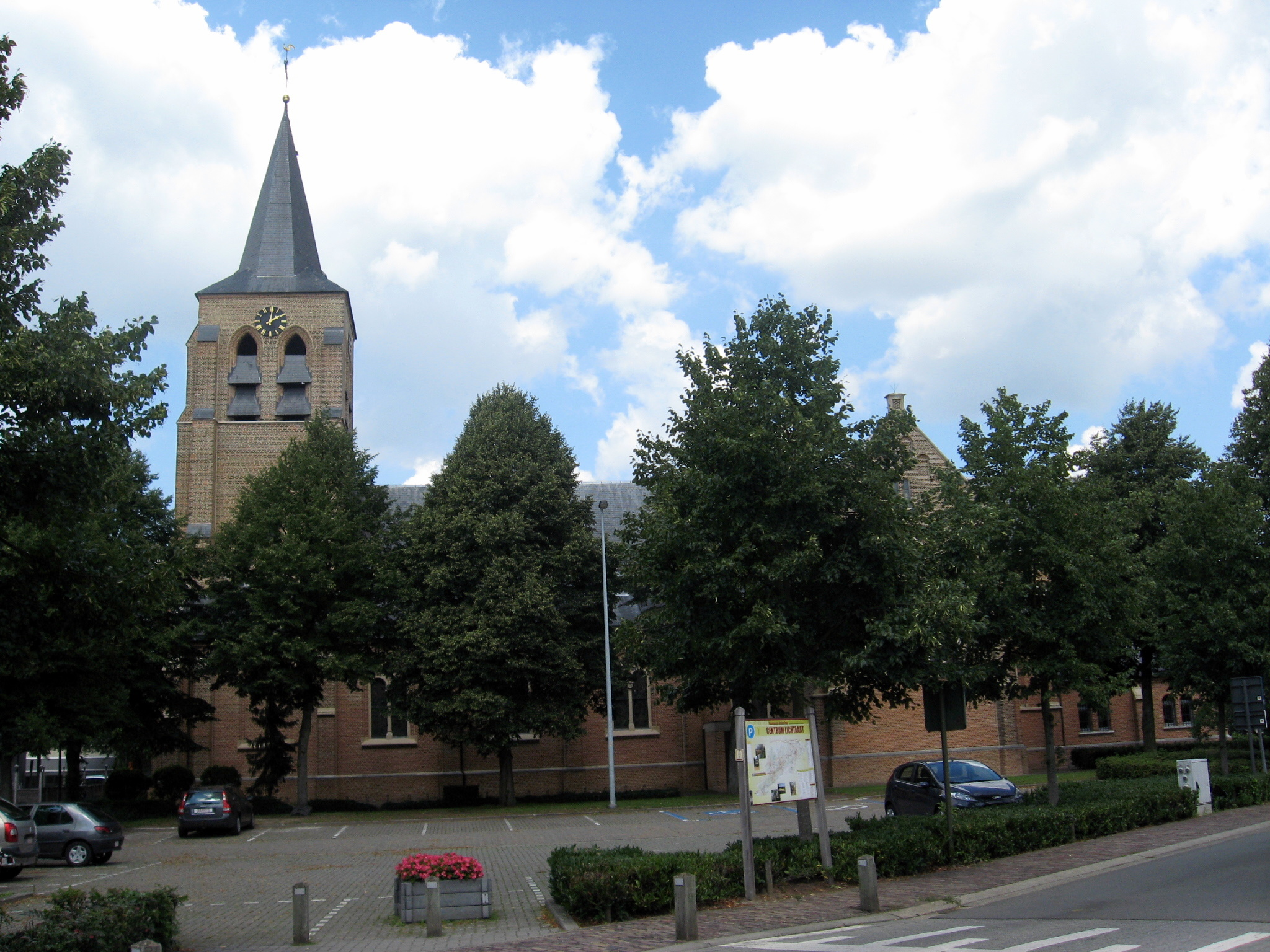
Onze-Lieve-Vrouwkerk

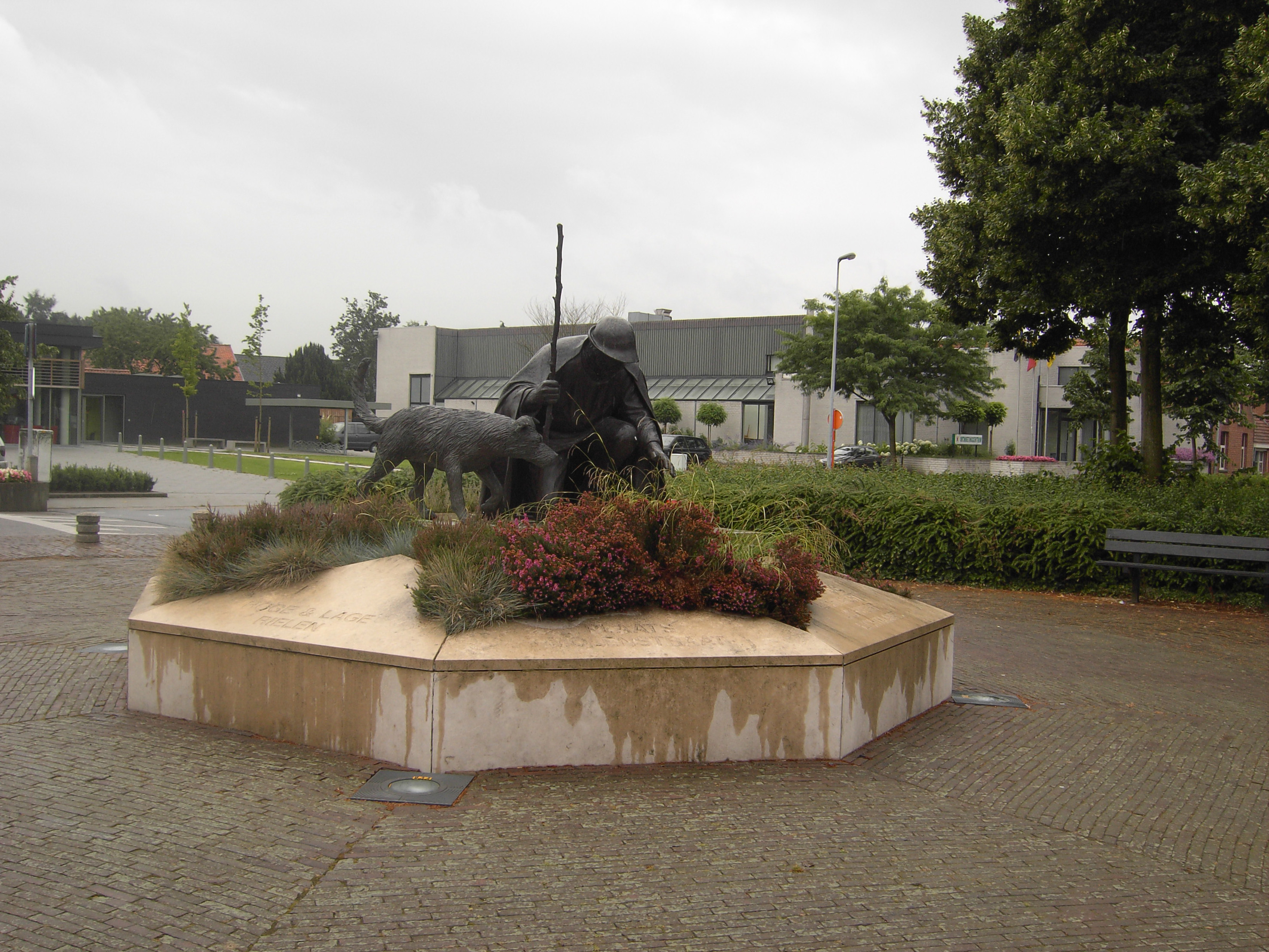
Wannes van Lichtert

- 1830-1848 : Henricus Franciscus Peeters
- 1848-1858 : Josephus Amandus Caeymaex
- 1858-1867 : Petrus Franciscus Vervecken
- 1867-1893 : Petrus Josephus Leysen
- 1893-1924 : Ludovicus Luysterborghs
- 1925-1938 : Desiré Jansen
- 1939-1941 : Louis Eggers
- 1941-1944 : Jos Eelen
- 1944-1946 : Louis Eggers
- 1947-1964 : Jos Eelen
- 1964-1977 : Franciscus Gildardus Van de Water

## Bekende personen afkomstig uit Lichaart
- Bobbejaan Schoepen
- Frans Depeuter

## Nabijgelegen kernen
Tielen, Kasterlee, Poederlee, Herentals